# مارك إيفرسون
مارك إيفرسون (بالإنجليزية: Mark Everson)‏ هو موظف مدني ومستشار ضريبي ‏ وسياسي أمريكي، ولد في 10 سبتمبر 1954 بنيويورك في الولايات المتحدة. حزبياً، نشط في الحزب الجمهوري.

## وصلات خارجية
- مارك إيفرسون على موقع IMDb (الإنجليزية)
- مارك إيفرسون على موقع إن إن دي بي (الإنجليزية)

- الموقع الرسمي